# アリスインデッドリースクール
アリスインデッドリースクールは、日本の舞台作品。
2010年10月14日から10月17日まで、東京都品川区の六行会ホールにて初演された。原作は麻草郁。

## 概要
2010年の初演以来10年以上再演されている、ガールズ演劇カンパニーアリスインプロジェクト創設の契機となった代表作。死体が動き始めた朝、女子校の屋上に逃げ延びた少女たちの生と死を描く笑いと涙の青春群像劇。舞台だけでなく、映画、アニメ、コミックや、派生作品も制作されている。

## あらすじ
愛心学園の屋上で秋の文化祭に向け漫才の練習をしている二人、墨尾優と百村信。屋上は一癖ある生徒たちが集まり、他愛もない会話をしている。すると世界が一変し、屋上に駆け込んでくる生徒たち。怪我をした者、常軌を逸した者、様々な境遇の少女たち。三年生、紅島弓矢の手には血に濡れた金属バットがあった。世界は、死体が蘇り、生きている人間を襲う地獄と化していたのだ。ユウとノブは、恐怖と絶望の狭間で決断を下す、「よし、漫才やろう!」。束の間の笑顔を取り戻した生徒たちは、食料の調達や脱出の方法を考え、そして、将来の夢を語り合う。夢も希望も失われたこの世界で、彼女たちは笑って生きられるのか?

## 登場人物
墨尾 優（すみお ゆう）
漫才コンビ「ノ☆ビューン」ボケ担当。空気が読めずいじめられていたが、天然さを見込まれて、信子からコンビの誘いを受ける。
百村 信子（ももむら のぶこ）
漫才コンビ「ノ☆ビューン」ツッコミ担当。愛心学園に入学しユウと出会い、漫才コンビを組む。
紅島 弓矢（べにしま ゆみや）
不良の先輩。決断力と行動力があり、崩壊後の学園でリーダシップを発揮する。
氷鏡 庵（ひかみ いおり）
科学部。状況を分析し、解決策を探る。クラスに友達はおらず、科学部だけが心の拠り所。
青池 和磨（あおいけ かずま）
生徒会長。性格は温厚だが物事をはっきりとする。真面目で冗談が通じない。ユウとは幼馴染。
辻井 水貴（つじい みずき）
帰宅部。口が悪くトラブルも多いが、実は寂しがり屋。制服を改造し、風変わりな服装を好む。
高森 朝代（たかもり あさよ）
ソフトボール部主将。生真面目で寡黙。紅島とは過去に因縁がある。
橙沼 霧子（だいぬま きりこ）
映画研究部副部長。愛心学園のドキュメンタリー映画を文化祭で発表する予定で、いつでもビデオカメラを離さず撮り続ける。ノ☆ビューンの隠れファン。
堂本 千十合（どうもと ちずえ）
隣町の平泉学園新聞部から愛心学園を取材に来た。ネット検索に優れる。変わり者。
界原 依鳴（かいはら いなり）
映画研究部長。伝説の自主制作映画監督。
宍戸 舞（ししど まい）
保健委員。心配症でお菓子が大好き。母親的存在。
巣宮 春菜（すのみや はるな）
保健委員。普段は皆の後ろに隠れるタイプだが、崩壊後は前に出るようになる。
緑浜 塔蘭（みどりはま とら）
ソフトボール部。やんちゃで元気、どんな時でも明るい。幼馴染の恵美を励ます。
黄市 恵美（きいち めぐみ）
漫画研究会。引っ込み思案で恥ずかしがり屋。ユウに憧れている。ゲロたんのぬいぐるみを持っている。マンガ家志望。
猪狩 薫（いかり かおる）
ソフトボール部。シニカリストで、自分を追い込みがち。
志倉 夏樹（しくら なつき）
漫画研究会。お嬢様でのほほんとしているが芯は強い。帰国子女。恵美の良き理解者。声優志望。
村崎 静香（むらさき しずか）
生徒会。真面目でエキセントリックな書記。和磨の傍を離れない秘書的な行動を好む。
七里 壱香（ななさと いちか）
（パラドックスのみ）図書委員。水貴に貸した物理学の本を回収しに屋上へ来る。氷鏡と話が合う。
八方 百合（やつかた ゆり）
（パラドックスのみ）生徒会副会長。堅物ぞろいの生徒会の中では珍しく、人当たりが良い。ユウにも好意的。
竹内 珠子（たけうち たまこ）
エリート自衛官。普通科連隊中隊長。愛心学園卒業生。
柏村 香（かしむら かおり）
自衛官。小銃小隊副隊長。叩き上げの陸士長。

## 舞台
| No. | タイトル                                             | 演出             | 公演期間               | 場所                                | 制作(協力)               |
| --- | ---------------------------------------------------- | ---------------- | ---------------------- | ----------------------------------- | ------------------------ |
| 1   | アリスインデッドリースクール                         | 松本陽一         | 2010年10月14日 - 17日  | 品川・六行会ホール                  | —                        |
| 2   | アリスインデッドリースクール オルタナティブ          | 松本陽一         | 2013年3月20日 - 24日   | 品川・六行会ホール                  | —                        |
| 3   | アリスインデッドリースクール オルタナティブ・OSAKA   | 伊藤えん魔       | 2015年2月25日 - 3月1日 | 大阪市立芸術創造館                  | —                        |
| 4   | アリスインデッドリースクール オルタナティブ・NAGOYA  | ニノキノコスター | 2015年6月10日 - 14日   | 名古屋・うりんこ劇場                | オレンヂスタ             |
| 5   | アリスインデッドリースクール ビヨンド                | 扇田賢           | 2015年8月12日 - 23日   | 池袋・シアターKASSAI                | —                        |
| 6   | アリスインデッドリースクール オルタナティブ・SAPPORO | 納谷真大         | 2016年5月4日 - 8日     | 札幌・コンカリーニョ                | —                        |
| 7   | アリスインデッドリースクール パラドックス            | 扇田賢           | 2016年8月11日 - 21日   | 池袋・シアターKASSAI                | —                        |
| 8   | アリスインデッドリースクール ビヨンド・OSAKA         | 扇田賢           | 2017年7月26日 - 30日   | 大阪・インディペンデントシアター2nd | —                        |
| 9   | アリスインデッドリースクール・ノクターン             | 松本陽一         | 2017年10月4日 - 9日    | 西新宿・新宿村LIVE                  | —                        |
| 10  | アリスインデッドリースクール 楽園                    | 扇田賢           | 2018年8月8日 - 19日    | 池袋・シアターKASSAI                | —                        |
| 11  | アリスインデッドリースクール 楽園・大阪              | 河瀬仁誌         | 2019年2月27日 - 3月3日 | 大阪・インディペンデントシアター2nd | —                        |
| 12  | アリスインデッドリースクール 楽園・NAGOYA            | 関戸哲也         | 2019年6月5日 - 10日    | 名古屋・うりんこ劇場                | 空宙空地                 |
| 13  | アリスインデッドリースクール コネクト                | 上條恒           | 2019年11月7日 - 10日   | 西新宿・新宿村LIVE                  | —                        |
| 14  | アリスインデッドリースクール 楽園 FUKUOKA            | ヨウ手嶋         | 2020年1月29日 - 2月2日 | 福岡・ぽんプラザホール              | トキヲイキル（合同公演） |
| 15  | アリスインデッドリースクール 永遠                    | 麻草郁           | 2020年4月1日 - 2日     | 新宿・シアターブラッツ              | —                        |
| 16  | アリスインデッドリースクール 邂逅                    | 細川博司         | 2021年9月8日 - 12日    | 西新宿・新宿村LIVE                  | —                        |
| 17  | アリスインデッドリースクール 永劫                    | 麻草郁           | 2022年11月23日 - 27日  | 西新宿・新宿村LIVE                  | —                        |

### アリスインデッドリースクール
出演
百村信子：新川優愛
墨尾優：愛衣
青池和磨：中塚智実
堂本千十合：鈴木まりや
紅島弓矢：齊藤夢愛
辻井水貴：小池彩夢
高森朝代：乃下未帆
界原依鳴：坂本りおん、渚
橙沼霧子：田井中茉莉亜
黄市恵美：佐藤みき（風）、松井ありさ（光）
巣宮春菜：青山美羽（風）、高橋明日香（光）
緑浜塔蘭：山本真由（風）、伊藤桃（光）
村崎静香：時乃真央（風）、平川舞弥（光）
猪狩薫：倉咲奈央（風）、山崎彩花（光）
竹内珠子（日替わりゲスト）：中村知世、栞菜、内田理央、木口亜矢

### アリスインデッドリースクール オルタナティブ
出演
百村信子：なあ坊豆腐＠那奈
墨尾優：前田希美
青池和磨：斉藤雅子
橙沼霧子：金澤有希
辻井水貴：斎藤亜美
堂本千十合：綾乃彩
界原依鳴：山川ひろみ
氷鏡庵：高橋明日香
高森朝代：遠藤瑠香
柏村香：中村まい
緑浜塔蘭：重本愛瑠
紅島弓矢：加藤沙耶香
宍戸舞：土山茜（光）、秋山ゆずき（風）
黄市恵美：長澤遥香（光）、橋本ゆりあ（風）
巣宮春菜：エリザベス・マリー（光）、渡久山美月（風）
猪狩薫：秋山優香（光）、宮島小百合（風）
志倉夏樹：勝田麗美（光）、荻野耀子（風）
村崎静香：雲母（光）、稲森美優（風）
竹内珠子（日替わりゲスト）：畠山智妃、大河内美紗、栞菜、船岡咲、川村ゆきえ

### アリスインデッドリースクール オルタナティブ・OSAKA
出演
百村信子：宮崎梨緒
墨尾優：入矢麻衣
青池和磨：八木沙季
辻井水貴：深田聖奈
界原依鳴：おぎのかな
氷鏡庵：黒原優梨
橙沼霧子：福井柑奈
堂本千十合：吉仲葵
緑浜塔蘭：池田胡桃
柏村香：小松みなみ
高森朝代：田守悠花
紅島弓矢：梅田悠
村崎静香：大上陽奈子
宍戸舞：吉田亜未（光）、山本愛莉（風）
黄市恵美：笠松実夕（光）、古妻朋瑛（風）
巣宮春菜：池内美有（光）、河村杏樺（風）
猪狩薫：中野陽日（光）、谷口莉音穏（風）
志倉夏樹：矢野愛（光）、MAO（風）
竹内珠子（日替わりゲスト）：山本太陽、高橋明日香、松田栞

### アリスインデッドリースクール オルタナティブ・NAGOYA
出演
墨尾優：八角瑛子
百村信子：若林倫香
青池和磨：白鳥美海
紅島弓矢：綾瀬麗奈
界原依鳴：蝶野晶美
氷鏡庵：山田恵里伽
村崎静香：青木里菜
辻井水貴：小島果帆
橙沼霧子：荒木美穂
堂本千十合：かくむみつき
高森朝代：松下凪
緑浜塔蘭：まりあ
黄市恵美：がーな（光）、ひな（風）
宍戸舞：桜木りな（光）、朝倉真琴（風）
猪狩薫：ARINA（光）、武田シホ（風）
志倉夏樹：天音らんか（光）、瀬乃かなみ（風）
巣宮春菜：斉藤めぐ（光）、ふくだえりか（風）
竹内珠子（日替わりゲスト）：高橋萌、高橋明日香、山本太陽、佐野かおる

### アリスインデッドリースクール ビヨンド
出演
墨尾優：栞菜
百村信子：船岡咲
紅島弓矢：楠世蓮
青池和磨：大蔵愛
氷鏡庵：民本しょうこ
橙沼霧子：さいとう雅子
辻井水貴：持田千妃来
堂本千十合：中原ありす
高森朝代：小泉理恵
志倉夏樹：花梨
黄市恵美：長南舞
柏村香：山本太陽
緑浜塔蘭：海老原優花、神田緋那
界原依鳴：山田恵里伽
宍戸舞：藤原亜紀乃（光）、長橋有沙（風）
巣宮春菜：大沼采奈（光）、みさき（風）
猪狩薫：藤巻碧（光）、渡壁りさ（風）
村崎静香：近藤そら（光）、安田彩奈（風）
竹内珠子（日替わりゲスト）：加藤沙耶香、鶴田葵、宮島小百合、遠藤瑠香、綾瀬麗奈

### アリスインデッドリースクール オルタナティブ・SAPPORO
出演
百村信子：吉本ほのか
墨尾優：小山百代
氷鏡庵：中川梨花
辻井水貴：ちーしゃみん
橙沼霧子：長南舞
紅島弓矢：小西麻里菜
堂本千十合：市山黎
村崎静香：横山奈央
高森朝代：坪井有里沙
猪狩薫：大森舞生
青池和磨：塚本奈緒美
界原依鳴：亀代詩穂、両羽桃夏
緑浜塔蘭：両羽桃夏、亀代詩穂
柏村香：井澤佳の実、岩杉夏
竹内珠子：岩杉夏、井澤佳の実
宍戸舞：小林香織（光）、井村萌々花（風）
黄市恵美：鈴木花穂（光）、檜山奈南果（風）
志倉夏樹：櫛引あやめ（光）、小島寧音（風）
巣宮春菜：堂坂有希（光）、佐々木海月（風）

### アリスインデッドリースクール パラドックス
出演
墨尾優：橋本瑠果
百村信子：武井紗聖
橙沼霧子：岩田陽葵
七里壱香：伊藤麻希
辻井水貴：永吉明日香
紅島弓矢：雛形羽衣
青池和磨：持田千妃来
界原依鳴：坂井古都
堂本千十合：若松愛里
村崎静香：花梨
高森朝代：福井有彩
氷鏡庵：民本しょうこ
柏村香：平塚あみ（光）、田嶌友里香（風）
宍戸舞：千畝あずみ（光）、赤須涼子（風）
巣宮春菜：菜ノ香マカ（光）、上村明穂（風）
黄市恵美：二見仁菜
志倉夏樹：鈴木花穂（光）、秋吉あや（風）
八方百合：七海絢香（光）、山本柚月（風）
猪狩薫：渡辺菜友（光）、岡田花梨（風）
緑浜塔蘭：安田マリア（光）、足立ゆう（風）
竹内珠子（日替わりゲスト）：遠藤瑠香、岸田麻佑、山川ひろみ、加藤智子

### アリスインデッドリースクール ビヨンド・OSAKA
出演
墨尾優：肥川彩愛
百村信子：横野すみれ
紅島弓矢：星加莉佐
辻井水貴：長妻美玖
橙沼霧子：一ノ瀬あかり
界原依鳴：堀内玲
堂本千十合：田中梨瑚
青池和磨：伊藤綾美
氷鏡庵：中村舞
柏村香：美津乃あわ
竹内珠子：山岸奈津美
黄市恵美：ノゾミザカ・EXV（光）、福井彩夏（風）
志倉夏樹：ホリエミナミ（光）、中上恭子（風）
緑浜塔蘭：島林祈星（光）、眞広かえ（風）
宍戸舞：塩野寧々（光）、朝丘初（風）
巣宮春菜：永瀬かこ（光）、夢原まひろ（風）
村崎静香：和ほのか（光）、松本奈々（風）
猪狩薫：伊地智梨愛（光）、岬優里（風）
高森朝代：みずき（光）、乃緑（風）

### アリスインデッドリースクール・ノクターン
出演
百村信子：船岡咲
墨尾優：若林倫香
紅島弓矢：舞川みやこ
青池和磨：中塚智実
高森朝代：栗生みな
辻井水貴：永吉明日香
橙沼霧子：大塚愛菜
界原依鳴：民本しょうこ
堂本千十合：秋元美咲
村崎静香：持田千妃来
柏村香：月岡鈴
志倉夏樹：花梨
黄市恵美：天音
猪狩薫：雛形羽衣
緑浜塔蘭：佐藤琴乃
巣宮春菜：渡辺菜友
宍戸舞：栗野春香
竹内珠子（日替わりゲスト）：遠藤瑠香、鶴田葵
氷鏡庵：八坂沙織（特別出演）

### アリスインデッドリースクール 楽園
出演
墨尾優：遠藤瑠香
百村信子：石川凜果
紅島弓矢：栗生みな
辻井水貴：日下部美愛
青池和磨：真野未華
氷鏡庵：工藤亜耶
橙沼霧子：がーな
堂本千十合：佐藤ゆうき
高森朝代：西村美咲
界原依鳴：朝比奈南
緑浜塔蘭：森山小百合
柏村香：久木田かな子（光）、二木二葉（風）
村崎静香：渡壁りさ（光）、最上みゆう（風）
猪狩薫：丸山祐花（光）、國井紫苑（風）
宍戸舞：光利（光）、横山慈雨（風）
巣宮春菜：三村遙佳（光）、岩﨑千明（風）
志倉夏樹：折笠衣緒（光）、島崎未来（風）
黄市恵美：鈴木綺良々（光）、音羽奈々（風）
竹内珠子（日替わりゲスト）：長橋有沙、八坂沙織、須山朱里、小野塚愛美

### アリスインデッドリースクール 楽園・大阪
出演
墨尾優：桃華りさ
百村信子：高塚夏生
紅島弓矢：高瀬川すてら
界原依鳴：さとうれいな
氷鏡庵：御厨文香
高森朝代：岬優里
辻井水貴：肥川彩愛（特別出演）
青池和磨：宮脇愛、笠松遥未
宍戸舞：宮脇舞依、豊倉里奈
柏村香：清家麻里奈、山本太陽
堂本千十合：笠松遥未、BANRI、愛雪
黄市恵美：菅原未結（光）、篠咲くれは（風）
緑浜塔蘭：秋吉茉佑佳
志倉夏樹：市川ゆま（光）、天野凛（風）
橙沼霧子：愛雪（光）、山本美優（風）
巣宮春菜：佳凪きの（光）、森田花音（風）
猪狩薫：真下涼生（光）、朝丘初（風）
村崎静香：豊倉里奈、羽田野裕美（風）
竹内珠子：兵頭祐香（ゲスト）、BANRI

### アリスインデッドリースクール 楽園・NAGOYA
出演
百村信子：綾瀬麗奈
墨尾優：青木里菜
氷鏡庵：がーな
青池和磨：和久田朱里
紅島弓矢：ほしあいめみ
橙沼霧子：尾崎悠歌
界原依鳴：海江田菜摘
高森朝代：要英玲羽
辻井水貴：金城詩織
村崎静香：りん
堂本千十合：倉岡芽生
黄市恵美：小萌きる
柏村香：須原麻衣（光）、藤井見奈子（風）
猪狩薫：かのん（光）、岡田歩佳（風）
緑浜塔蘭：遠山きっか（光）、ばにら（風）
宍戸舞：杉浦月那（光）、野辺沙也花（風）
巣宮春菜：桐山奈佑（光）、しょこら（風）
志倉夏樹：柚木未瑠（光）、神野恵里沙（風）
竹内珠子（日替わりゲスト）：若林倫香、高橋萌

### アリスインデッドリースクール コネクト
出演
墨尾優：堀越せな
百村信子：白石まゆみ
紅島弓矢：栗生みな
氷鏡庵：八坂沙織
辻井水貴：三浜ありさ
青池和磨：佐伯香織
橙沼霧子：がーな
高森朝代：草場愛
堂本千十合：若松愛里
界原依鳴：國井紫苑
村崎静香：天音
猪狩薫：長谷川麻由
宍戸舞：結城美優
巣宮春菜：東城希亜
緑浜塔蘭：太神陽
黄市恵美：中島明子
志倉夏樹：宮ノ尾美友
柏村香（日替わりゲスト）：中野たむ、山本太陽
竹内珠子（日替わりゲスト）：石川凜果、錦織めぐみ

### アリスインデッドリースクール 楽園 FUKUOKA
出演
墨尾優：藤松宙愛
青池和磨：岸田麻佑
竹内珠子：原直子
辻井水貴：岩本琴音
紅島弓矢：草場愛
界原依鳴：あわたかれん
志倉夏樹：森咲わかこ
村崎静香：悠乃
宍戸舞：山本茉央
百村信子：涼花
橙沼霧子：佑佳
高森朝代：AYAKA
堂本千十合：川原ゆず
黄市恵美：朝日奈凛佳
緑浜塔蘭：大葉みらい
猪狩薫：平松聖菜
巣宮春菜：藤咲まりな
柏村香：井上真里奈、井上未優
氷鏡庵：桜衣かれん

### アリスインデッドリースクール 永遠
出演
墨尾優：平瀬美里
百村信子：石川凜果
青池和磨：大滝紗緒里
辻井水貴：鈴木楓恋
橙沼霧子：天音
紅島弓矢：羽柴なつみ
氷鏡庵：夢月
宍戸舞：結城美優
堂本千十合：ソラ豆琴美
高森朝代：池澤汐音
村崎静香：音羽奈々
界原依鳴：渡辺菜友
巣宮春菜：豊川久仁
黄市恵美：渡邉結衣
緑浜塔蘭：須田理夏子
猪狩薫：大澤実環
志倉夏樹：堤萌
柏村香：喜屋武蓮
竹内珠子：白石まゆみ

### アリスインデッドリースクール 邂逅
出演
墨尾優：蛭田愛梨
百村信子：桜井美里
青池和磨：平瀬美里
紅島弓矢：ゆめ真音
氷鏡庵：久代梨奈
辻井水貴：谷口彩菜
堂本千十合：二瓶有加
高森朝代：長谷川麻由
界原依鳴：草場愛
橙沼霧子：稲岡志織
村崎静香：山﨑悠稀
猪狩薫：荒井杏子
緑浜塔蘭：下村星奈
宍戸舞：東城咲耶子
巣宮春菜：朝日奈芙季
黄市恵美：岡田佑里乃
志倉夏樹：羽野花奏
柏村香：高宗歩未
竹内珠子：白石まゆみ

### アリスインデッドリースクール 永劫
出演
百村信子：後藤萌咲
墨尾優：平瀬美里
紅島弓矢：相澤瑠香
氷鏡庵：上枝恵美加
辻井水貴：音田栞
青池和磨：黒木美佑
界原依鳴：田中海凪
橙沼霧子：大澤実環
高森朝代：山崎理彩
堂本千十合：馬場光梨
村崎静香：KAORI
猪狩薫：七瀬葵
黄市恵美：川本結月
宍戸舞：宮崎妙美
巣宮春菜：青名畑実咲
志倉夏樹：二宮夕子
緑浜塔蘭：青木萌
柏村香：水野伶美
竹内珠子：鈴木美里

## 派生舞台作品
| No. | タイトル                                        | 脚本     | 演出     | 公演期間               | 場所                         | 制作(協力)                                     |
| --- | ----------------------------------------------- | -------- | -------- | ---------------------- | ---------------------------- | ---------------------------------------------- |
| 1   | 最果ての星 〜アリスインデッドリースクール外伝〜 | 松本陽一 | 松本陽一 | 2018年8月23日 - 9月2日 | 池袋・シアターKASSAI         | アリスインプロジェクト                         |
| 2   | 悪魔 in デッドリースクール                      | 麻草郁   | 松多壱岱 | 2019年1月16日 - 20日   | 新宿・コフレリオ新宿シアター | ディアステージ                                 |
| 3   | アリスインデッドリースクール 少年               | 麻草郁   | 浅野泰徳 | 2019年6月26日 - 30日   | 品川・六行会ホール           | 舞台アリスインデッドリースクール少年実行委員会 |
| 4   | オトナインデッドリースクール                    | 麻草郁   | 松本陽一 | 2019年10月3日 - 8日    | 池袋・シアターKASSAI         | 松扇アリス                                     |
| 5   | オヤジインデッドリースクール                    | 麻草郁   | 松本陽一 | 2019年10月3日 - 8日    | 池袋・シアターKASSAI         | 松扇アリス                                     |
| 6   | アリスインアリスinデッドリースクール            | 麻草郁   | 細川博司 | 2019年12月12日 - 23日  | 池袋・シアターKASSAI         | アリスインプロジェクト                         |
| 7   | アリスインデッドリー・ラボラトリー              | 麻草郁   | 三名刺繍 | 2025年1月31日 - 2月9日 | 武庫川KCスタジオ             | muko²×アリスインプロジェクト                   |

### 最果ての星
概要
アリスインデッドリースクールシリーズ初の外伝。舞台は「アリスインデッドリースクール楽園」から3ヵ月後の、遠く離れた郊外にある美術館の屋上。「アリスインデッドリースクール楽園」に続き、併せて1か月公演として上演された。
あらすじ
あの屋上で世界が一変してから数か月。森に囲まれた郊外の美術館の屋上で、北洋高校の生徒たちが暮らしている。生徒たちのもとへ新たな避難者としてステルラ学院女子の生徒が訪れる。動く死体との戦いの中、金属バットを持った謎の女とビデオカメラを持った女が合流する。サバイバル生活を余儀なくされた少女達の運命は。
出演
三嶋倫：酒井萌衣
八剣多佳：八坂沙織
立山真子：新藤まなみ
石神井かなえ：針谷早織
嵐山松子：ゆうの
堤下美鈴：渡辺菜友
唐木早苗：千歳ゆう
染野しずく：山本柚月
小暮梨沙：安達優菜
瑞野真有：岡ちひろ（月）、松本奈々（星）
珠川実来：そら♨るる（月）、梅原サエリ（星）
須間佳乃：黒木美紗子
多々良日菜：若松愛里（月）、田中奈月（星）
横倉准：花岡芽佳（月）、天音（星）
羽田胡桃：秋吉あや（月）、南條あかね（星）
金属バットの女：栗生みな
ビデオカメラの女：がーな
吉川美知子（日替わりゲスト）：舞川みやこ、秋元美咲、若林倫香

### 悪魔 in デッドリースクール
概要
アリスインプロジェクトと「劇団☆ディアステージ」のコラボ作品。同劇団の「殺し屋と悪魔」、「コロちゃんと悪魔」と「アリスインデッドリースクール」が融合したコメディ作品。アリスインデッドリースクール十周年イヤーの第一弾として上演された。
あらすじ
独りぼっちの映画研究会部員である牧川アカネは、文化祭での上映へ向けて「アリスインデッドリースクール」の映画を撮るために奮闘している。悪魔が現れ、彼女の魂を奪うためにさまざまな策略を巡らす。悪魔と天使の戦いによりトラブル続きで撮影は中断。映画のキャストとして登場する生徒たちを巻き込んで、映画の完成とアカネの魂をめぐり繰り広げられるドタバタ劇。
出演
牧川アカネ：長谷川里桃
石幡サキ（紅島役）：舞川みやこ
染谷カスミ：片平美那
悪魔：雛形羽衣
木村花（ユウ役）：着崎花梨
近藤智代子：寺田真珠
小林忍（ノブ役）：高岡未來
天使ミカエル：佐伯香織
加藤紗香（静香役）：東城希明
天使アタエル：弘島友加里
竹内雫（舞役）：甘莉花奈子
使い魔クロネコ：増田悠那
笹原灯里（春菜役）：富岡志織
山田美久（水貴役）：折笠衣緒
使い魔カラス：蒼小比奈
天使フリカエル：西谷有機
竹中先生：岸田麻佑（特別出演）

### アリスインデッドリースクール 少年
概要
10周年イヤーの作品として、アリスインデッドリースクールを男性キャストで上演。製作は舞台アリスインデッドリースクール少年実行委員会。
あらすじ
ある朝、死体がよみがえり、人を食べる世界が訪れた。学校の屋上へ逃げ込んだ学年も所属も違うバラバラな少年たち。不良、生徒会長、野球部のキャプテン、映画研究会、戦う者、怯える者。日常は崩壊し、彼らは次第に疲弊していく。漫才師を目指して屋上で練習していた墨尾優と百村信は、すべてを笑いに変えていく。刻一刻と迫る暴風雨、階を上がる”やつら“。誰が生きて、誰が死ぬのか、果たして屋上の運命は。
出演
墨尾優：土井裕斗
百村信：斎藤直紀
紅島弓矢：田中彪
堂本千十一：佐藤友咲
氷鏡庵：笠原彰人
青池和磨：小鳥遊潤一
村崎静次：野二岡紀人
辻井水貴：江田亮太郎
高森朝雄：高杉昇馬
猪狩薫：柚希龍星
緑浜塔蘭：一瀬晴来
界原依鳴：二平壮悟
橙沼霧人：龍人
宮原踊：田代竜之介
巣宮春希：武部尋斗
志倉夏樹：原田将司
黄市恵助：安部光希
柏村香也：松川貴則
竹内珠：辻畑利紀

### オトナインデッドリースクール
概要
アリスインデッドリースクール初演の演出を手掛けた松本陽一と、その後同作のリニューアルを手掛けることとなった扇田賢、そして脚本家の麻草郁の3人がタッグを組んで、新たなカンパニー「松扇アリス」を結成。10周年イヤーの作品として、キャラクターの年齢を大人に変更した。
あらすじ
区役所の屋上で漫才の練習をしている総務課の墨尾優と百村信子。そこへ駆け込んでくる近所の人々。怪我をした者、常軌を逸した者。商店街でバーを営む紅島弓矢の手には血塗られた金属バットがあった。夢も希望も失われた世界で、オトナたちは笑って生きられるのか?
出演
墨尾優：七海とろろ
百村信子：遠藤瑠香
氷鏡庵：椎名亜音
紅島弓矢：高瀬川すてら
青池和磨：Setsuko
村崎静香：真野未華
高森朝代：市倉有菜
辻井水貴：八木橋里紗
橙沼霧子：井坂茜
堂本千十合：高宗歩未
猪狩薫：渡壁りさ
黄市恵：大仲マリ
洲宮春菜：川又咲
界原依鳴：稲葉麻由子
竹内珠子（ゲスト）：八坂沙織、蒼矢朋季

### オヤジインデッドリースクール
概要
「松扇アリス」が10周年イヤーの作品として、キャラクターの性別を男性に、年齢を大人に変更し、作品の新たな可能性に挑戦した。
あらすじ
区役所の屋上で漫才の練習をしている総務課の墨尾優と百村信。そこへ駆け込んでくる近所の人々。怪我をした者、常軌を逸した者。商店街でバーを営む紅島弓矢の手には血塗られた金属バットがあった。夢も希望も失われた世界で、オヤジたちは笑って生きられるのか?
出演
墨尾優：布施勇弥
百村信：薫太
氷鏡庵：佐藤正宏
村崎静香：夢麻呂
界原依鳴：白部由起夫
柏村香也：小野寺丈
紅島弓矢：小西優司
青池和磨：小沢和之
堂本千十也：藤堂瞬
高森朝雄：石田太一
辻井水貴：白石裕規
猪狩薫：新村享也
黄市恵：髙見澤文彬
洲宮春樹：岩井翔
橙沼霧人：大島祐也

### アリスインアリスinデッドリースクール
概要
「アリスインデッドリースクール」とアクトアイドル「アリスインアリス」の世界観を融合させたスピンオフ。アリスインプロジェクト旗揚げ10周年記念イヤーの締めとなる作品。
あらすじ
泡状宇宙の分岐次元を監視する「トレイサー」のアトラスは次元の破壊者「アリスインアリス」を追う。死者が蘇る世界の始まり「デッドリーデイ」へ辿り着いたアトラスたちは墨尾優を発見する。屋上を後にした生徒たちはその後、どうなったのか。「デッドリーデイ」から10年後、生き残ったイオリ・ヒカミのもとへ次々と現れる訪問者達。次元分岐の鍵を握る優を巡る、次元を超えた追走劇。
出演
アトラス：夏目綾
墨尾優：葉月智子
パンドラ：高橋明日香
イオリ・ヒカミ：八坂沙織
氷鏡庵：幸野ゆりあ
ペルセ：鶴田葵
オルフェ：花梨
カレン・ディートリヒ：梅原サエリ
百村信子：長谷川麻由
ユミヤ：羽柴なつみ
ダイヌマ：天音
七里一香：夢月
高森朝代：池澤汐音
ミア・キサラ：真崎千波
村崎静香：音羽奈々
黄市恵美：渡邉結衣
橙沼霧子：宮村蒼（月）、堤萌（星）
堂本千十合：佐々木円（月）、岩﨑千明（星）
辻井水貴：椎名愛（月）、湊谷笑夢（星）
宍戸舞：日暮レイコ（月）、叶田明日菜（星）
柏村香：櫻井由佳（月）、雪原千歳（星）
青池和磨：真野未華、蒼矢朋季
竹内珠子（日替わりゲスト）：白石まゆみ、河地柚奈、清水凜

### アリスインデッドリー・ラボラトリー
概要
関西のシアターアイドルグループmuko²（ムコムコ）が「アリスイン・デッドリースクール」をエネルギッシュなボーイズ版にリメイクし、「ボーイズ演劇-関西」のキックオフ作品として上演された。
あらすじ
政府の秘密実験ビルの屋上で、漫才の練習をしている検体検査アルバイトたち。そこへ駆け込んでくる怪我をした博士や常軌を逸したドクターなど、さまざまな境遇の人々。医薬品業者の手には血濡れた金属バットが。世界は死体がよみがえり、生きてる人間を襲いはじめる地獄へと化していた。彼らは夢も希望も失われた世界で笑って生きられるか?
出演
百村信：硲之幸透
墨尾優：大空あき
村崎静次：おかき
辻井水貴：大友雅斗
青池和磨：市田悠真（A）、野村洋希（B）
氷鏡庵：吉持寿司
紅島弓矢：宮本竜治
界原依鳴：横濱康平
高森朝雄：樹村勇星
橙沼霧人：吉田恭平
堂本千十也：前田涼翔（A）、堀江哉聖（B）

## 映画

### アリスインデッドリースクール・アジタート
概要
「アリスインデッドリースクール・アジタート」は、2017年10月に公開された日本の劇場映画。
同時期上演の舞台「アリスインデッドリースクール・ノクターン」とのメディアミックス作品
キャスト
百村信子：船岡咲
墨尾優：若林倫香
青池和磨：中塚智実
紅島弓矢：舞川みやこ
高森朝代：栗生みな
辻井水貴：永吉明日香
橙沼霧子：大塚愛菜
堂本千十合：秋元美咲
界原依鳴：民本しょうこ
村崎静香：持田千妃来
志倉夏樹：花梨
黄市恵美：天音
猪狩薫：雛形羽衣
緑浜塔蘭：佐藤琴乃
宍戸舞：栗野春香
巣宮春菜：渡辺菜友
柏村香： 月岡鈴（カメオ出演）
竹内珠子：鶴田葵（カメオ出演）
氷鏡庵：八坂沙織（特別出演）
スタッフ
監督：山岸謙太郎
企画：鈴木正博
エグゼクティヴ・プロデューサー：サトウケイイチ
プロデューサー：美濃部慶、クリスティン・シュロトハワー
原作：麻草郁
脚本：松本陽一
音楽：朝倉紀行
撮影：的場光生
照明：神谷信人
録音：田中秀樹
美術：坂入智広
助監督：片岡憲泰
ヘア：高橋亮
特殊メイク：下畑和秀
スタイリスト：西田さゆり
衣装：古瀧美緒
効果音：伊東建介
VFX：新田憲太郎

## アニメ

### アリスインデッドリースクール・コンチェルト
2017年に公開された、舞台版「アリスインデッドリースクール・ノクターン」、映画版「アリスインデッドリースクール・アジタート」とともにメディアミックス作品として企画された。舞台キャストアフレコ版と声優アフレコ版の2バージョンが同時に制作されたが、舞台キャストアフレコ版はコフレリオ新宿シアターにて映画版「アリスインデッドリースクール・アジタート」と同時上映され、声優アフレコ版は2021年3月発売の「ゲキドル」Blu-ray Disc BOXにOVAとして収録された。
声優アフレコ版の詳細は、OVA「アリスインデッドリースクール」の項を参照のこと。

## コミック
アリス イン デッドリースクール（電撃コミックスEX）
漫画：小島アジコ
原作：麻草郁
アリスインデッドリースクール オルタナティブの世界観を元にした、四コマ漫画。

アフタースクール アナザーアーギュメント
著：小島アジコ×麻草郁
発行：みかんの星
アリスイン デッドリースクール 非公式ファンブック（2015年12月29日）

ALICE IN DEADLY SCHOOL CAN'T STOP THE RAMPANT
著：小島アジコ×麻草郁
発行：愛心学園PTA
アリスイン デッドリースクール 非公式ファンブック（2016年8月12日）

アリスインデッドリースクール少年-昨日を生きる僕たちへ-
漫画：はいしま潮路
原案：麻草郁
月刊コミックバンチ2023年5月号、6月号（2023年4月）